# Honba za svobodnou vůlí
Honba za svobodnou vůlí je 9. díl 7. řady amerického animovaného seriálu Futurama. Ve Spojených státech měl premiéru 8. srpna 2012 na stanici Comedy Central a v Česku byl poprvé vysílán 3. září 2013 na Prima Cool.

## Děj
Bender si začne uvědomovat, že život jsou samá dilemata a rozhodnutí, která ovlivňují jeho směřování. Bender začal chodit na vysokou školu a přidal se ke gangu a zapletl se do závislosti. Byl předveden k soudu, kde sám prohlásil, že je vinen, ale jeho obhájce podotknul, že za žádné z těchto rozhodnutí Bender nemůže, neboť jakožto robot postrádá možnost svobodné vůle a soudce jej tak zprostí obžaloby. Když to Bender uslyší, začne přemýšlet nad smyslem života bez svobodné vůle a je z toho psychicky na dně. Požádal proto profesora Farnsworthse, aby mu vyrobil jednotku svobodné vůle, ale dozví se od něj, že je to nemožné. Posádka Planet Expressu dostane za úkol doručit zásilku na mateřskou planetu robotů. Leela a Fry ale na její povrch vstoupit nemohou, protože nejsou roboti a požádají proto Bendera. Ten zásilku doručí, ale odmítne vrátit se zpět a začne putovat po planetě. Narazí na klášter, kde mu tamní opat poví, že se s chybějící svobodnou vůlí už dávno smířili. Bender se tedy rozhodl přidat se k místním mnichům. Když však zjistí, že každý robot má v sobě prázdný slot pro jednotku svobodné vůle a jsou tak rozšířitelní pro případ, že by byla vynalezena, z kláštera uteče a vrátí se zpět na Zemi. S Fryem a Leelou se vydají za Mámou, pro jednotku svobodné vůle, která jim řekne, že kdysi pro ni pracoval profesor Farnsworth a vynalezl prototyp jednotky svobodné vůle, ale údajně nikdy svou práci nedokončil. Bender následně přijde za profesorem, namíří na něj zbraní a chce po něm jednotku svobodné vůle. Profesor mu ji po nátlaku půjčí a Bender ji vyzkouší tím, že profesora postřelí. Bender je opět předveden k soudu, kde je shledán vinným a začne se radovat.

## Kritika
Zack Handlen z The A.V. Club ohodnotil díl známkou B.
Max Nicholson z IGN ve své recenzi napsal: „Díl začal opravdu rychlým tempem, Bender se stal vysokoškolským studentem, připojil se ke gangu, stal se narkomanem a nakonec jej zmlátili. Tato úvodní část byla možná tou nejlepší z celého dílu, což ovšem neznamená, že ostatní části neměly své dobré okamžiky,“.